# Cratere Espino
Espino  è un cratere sulla superficie di Marte.